# Maciej Włodek (samorządowiec)
Maciej Włodek (ur. 29 stycznia 1988 w Tarnowie) – polski prawnik i samorządowiec. Od 2024 zastępca prezydenta Tarnowa.

## Życiorys
Ukończył studia prawnicze. Zawodowo związany z branżą gazowniczą, zatrudniony na stanowisku starszego specjalisty ds. taryf w Polskiej Spółce Gazownictwa w Tarnowie. Członek Polskiego Stronnictwa Ludowego.
W 2020 został wybrany radnym osiedlowym. W wyborach samorządowych w 2024 został wybrany do rady miejskiej w Tarnowie, jako reprezentant okręgu nr 2. 26 czerwca 2024 zrzekł się mandatu radnego. 1 lipca 2024 zastąpił Tadeusza Kwiatkowskiego na stanowisku zastępcy prezydenta Tarnowa. 